# Prvi opijumski rat
Prvi opijumski rat bio je rat između Velike Britanije i Kine od 1839. do 1842. Rat je vođen s ciljem, da Kina uvozi britanski opijum. Britanija je izvozila 1,4 milijuna kilograma opijuma u Kinu. Taj rat se smatra početkom europske hegemonije prema Kini. Sukob je započeo dugu povijest kineske sumnjičavosti prema Zapadu, što se još uvijek osjeća u Istočnoj Aziji.

## Pozadina
Za vrijeme 19. stoljeća, Europljanima je bilo jako unosna trgovina s Kinom. Unosna je bila i za kineske trgovce. U Kini su postojala trgovačka ograničenja, pa je međunarodna trgovina bila dopuštena jedino preko grada Kantona. Zbog toga nije bilo ekonomično trgovati robom male vrijednosti. Trgovina se zasnivala na luksuznoj robi, kao što je čaj (Kina je izvozila za Britaniju) i srebro, koje je Kina uvozila. Pored toga značajni su bili i neki specijalni metali, koji su se koristili u Kini. Britanija je svoju valutu zasnivala na zlatnom standardu od 18. stoljeća, pa je srebro kupovala u kontinentalnoj Europi, da bi snabdijevala Kinu. To je bilo prilično skupo za Britaniju prije demonetarizacije srebra u Njemačkoj 1870. Britanci su tražili drugu unosnu robu za trgovinu s Kinom i otkrili su opijum, koji se proizvodio u Britanskoj Indiji. Od 1821. do 1837. pet puta se povećao izvoz droga u Kinu. Britanija je izvozila velike količine opijuma od 1781. Droga se proizvodila u Bengalu i Malvi u Indiji i prodavala se pod uvjetom, da se prodaje britanskim trgovcima za Kinu. Cijelu prodaju i proizvodnju opijuma vodila je Britanska istočnoindijska kompanija.
Kineska vlada je uočila da srebro odlazi iz zemlje i da je 2 milijuna Kineza postalo ovisno od drogi. Britanci su prodavali 1400 tona opijuma Kinezima, koji su odlučili zaustaviti trgovinu opijumom. Visoko rangirani kineski službenik Lin Cesju napisao je pismo engleskoj kraljici upozoravajući na problem te u svibnju 1839. naredio da se unište sve zalihe opijuma. Međutim britanski mornari pobunili su se u srpnju 1839., uništili su jedan hram i ubili su jednoga Kineza, koji ih je pokušao zaustaviti. Kinezi su tražili mornare da im sude, a britanska vlada se pozivala na ekstrateritorijalnost, što znači da im samo britanski sudovi mogu suditi. Sudio im je britanski sud u Kantonu i pustio ih je. 
Kineska vlada je tražila da britanski trgovci potpišu ugovoru da neće trgovati opijumom i da ako to učine da mogu biti osuđeni na smrt i da im mogu suditi kineski sudovi. Glavni britanski nadglednik trgovine s Kinom Charles Elliot je poslije toga naredio Britancima da se povuku iz Kine i zabranio je trgovinu s Kinezima. Pojedini trgovci, koji nisu trgovali opijumom bili su spremni da potpišu ugovor, koji su Kinezi tražili i tako su slabili britansku trgovačku poziciju.

## Rat
Pripremajući se za rat, Britanci su 23. kolovoza 1839. zauzeli Hong Kong, koji je tada bio manje mjesto. Krajem listopada u Kinu je stigao brod Thomas Cotts, koji je bio vlasništvo kvekera, a oni nisu trgovali opijumom. Njihov kapetan Smith je vjerovao da je Charles Elliot prekoračio ovlaštenja zabranjujući Britancima trgovinu s Kinom. Da bi spriječio ostale britanske brodove da se oglušuju na naređenje o prestanku trgovine s Kinom, Charles Elliot je naredio blokadu Biserne rijeke. Borbe su počele 3. studenoga 1839., kada je britanski brod Royal Saxon pokušao otploviti do Kine. Britanci su ispalili upozoravajući plotun, a kineska flota se umiješala u pokušaju da zaštiti britanski trgovački brod. 
Elliot je naredio svim brodovima da se povuku prema blizini Makaoa, međutim trgovačkim brodovima je više odgovarala luka Hong Konga. Ipak sljedećih dana britanska mornarica se pokazala mnogo boljom i potopili su mnogo kineskih brodova. Elliot je tijekom 1840. molio portugalskog guvernera Makaoa da pusti da istovaruju svoje brodove u Makauu, a da će im Britanci zauzvrat dobro platiti. Guverner Makaoa je odbio jer se plašio da će Kina prekinuti opskrbu Makaoa hranom i ostalim potrepštinama. Kineski car je 14. siječnja 1840. tražio da svi stranci u Kini prestanu pomagati Britance. 
Britanska vlada i Britanska istočnoindijska kompanija odlučile su napasti Kanton, a vojni troškovi padaju na trošak vlade. U lipnju 1840. stigla je u Guangdong iz Singapura sila od 15 većih brodova, 4 parne topovnjače i 25 manjih brodova s 4000 marinaca. James Bremer je predvodio marince i zahtijevao da kineska vlada nadoknadi troškove, koje su Britanci imali zbog prekida trgovine. Kinezi su to odbili, pa su Britanci napali. Ušće Biserne rijeke Kinezi su jako dobro branili, pa je britanska flota krenula sjeverno do Xiamena.
Britanci su tijekom 1841. zauzeli tvrđave, koje su branile ušće Biserne rijeke, između Hong Konga i Kantona. Do siječnje 1842., Britanci su kontrolirali uzvišenja oko Kantona i pobijedili su Kineze kod Nigboa i kod Činghaja. Do sredine 1842., Britanci su pobijedili Kineze na ušću druge velike rijeke Jangce i zauzeli su Šangaj. Kineska vlada se pokazala nesposobnom da se nosi sa zapadnim silama, bilo politički, bilo vojno. Rat je završio u kolovozu 1842. kada je Kina potpisala ugovor iz Nankinga.

## Ugovor
Po ugovoru iz Nankinga:
- Britanci su dobili ekstrateritorijalni status.
- Hong Kong je pripao Velikoj Britaniji.
- Trgovačke luke Kanton, Xiamen, Fuzhou, Šangaj i Ningbo su otvorene za sve trgovce.
- Kineska vlada je plaćala reparacije za uništeni opijum i ratne troškove.

## Posljedice
Lakoća s kojom je Britanska istočnoindijska kompanija pobijedila Kinu utjecala je na ugled Kine i kineske dinastije. To je posve sigurno dovelo do Tajupeške pobune (1850. – 1864). Uspjeh u ratu omogućio je Britancima da nastave trgovati opijumom s Kinom. 